# Maj 2011
| Maj 2011 |
| Månader under 2011: Januari · Februari · Mars · April · Maj · Juni · Juli · Augusti · September · Oktober · November · December ← December 2010 · Januari 2012 → |

## Händelser

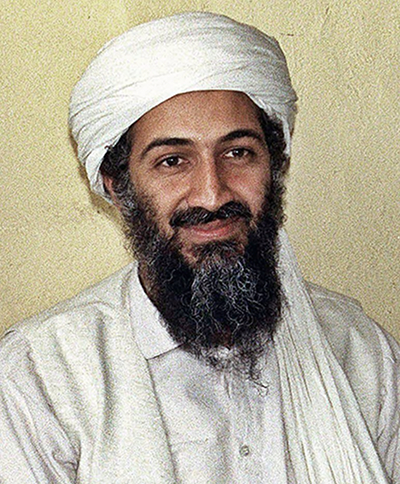
Usama bin Laden dödas 2 maj 2011.

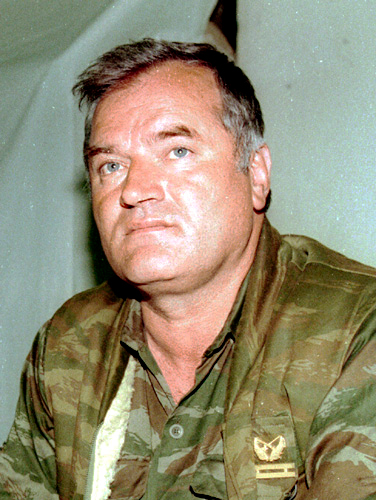
Ratko Mladić grips 26 maj 2011.

### 1 maj
- Svarta lådan tillhörande Air France-flygplanet, som kraschade natten till den 1 juni 2009, hittas av franska utredare djupt nere i ett område i Atlanten.

### 2 maj
- Usama bin Ladin skjuts till döds av amerikanska trupper i Abbottabad i Pakistan.[1]

### 3 maj
- Konservativ seger i parlamentsvalet i Kanada 2011, det konservativa partiet får majoritet och socialdemokratiska NDP blir det näst största partiet. [2]
- En tromb drar in i Nya Zeeland över staden Auckland, fjorton personer skadas och minst en person dödas[3].
- En uppgörelse sker mellan företaget Saab och Kinas företag Hawtai, detta säkrar Saabs framtid. Saab ska finansieras av 150 miljoner euro och ska få komma in i den kinesiska marknaden[4]. Avtalet skrotas senare mellan de två företagen den 12 maj[5].

### 4 maj
- Arkitekturskolans byggnad i Stockholm brinner, detta är en av Stockholms största bränder de senaste åren.

### 7 maj
- En folkomröstning om att förändra valsystemet sker i Storbritannien, nej-sidan vinner med 67,9 procent. Detta är ett stort bakslag för Liberaldemokraterna som velat förändra systemet till deras fördel[6].

### 8 maj
- Våldsamma drabbningar sker mellan kristna och muslimer i Egypten, tolv människor dödas och över 230 skadas[7].

### 14 maj
- Den 56:e upplagan av Eurovision Song Contest avgörs i Düsseldorf, Tyskland. Vinner gör Azerbajdzjans bidrag "Running Scared" med Ell & Nikki.

### 17 maj
- Den brittiska drottningen Elizabeth II besöker Irland som första brittiska regent på hundra år.

### 18 maj
- Handelsbanken i Flen rånas av fyra gärningsmän. Rånarna skjuter mot anländande polis som besvarar elden, innan rånarna flyr i en bil. Ett massivt polispådrag startar och helikoptrar samt Nationella insatsstyrkan deltar i sökandet efter gärningsmännen.

### 21 maj
- Åsa Romson och Gustav Fridolin väljs till nya språkrör för Miljöpartiet de gröna.

### 26 maj
- Den bosnienserbiske krigsförbrytaren Ratko Mladić grips.